# Cosmia orinula
Cosmia orinula är en fjärilsart som beskrevs av Embrik Strand 1921. Cosmia orinula ingår i släktet Cosmia och familjen nattflyn. Inga underarter finns listade i Catalogue of Life.